# Исла-Майор (остров)
Исла-Майор (исп. Isla Mayor) или Исла-дель-Барон (исп. Isla del Barón) — остров в лагуне Мар-Менор в муниципалитете Сан-Хавьер комарки Мар-Менор (Мурсия). Второе название получено благодаря барону де Бенифайо, построившему себе дворец в стиле Неомудехар.

## География
Остров площадью всего 94 га и высотой 104 м является крупнейшим и высочайшим в Мар-Менор. Западнее расположена Пердигера, второй среди островов лагуны. Геологически представляет собой остатки стратовулкана.
На острове преобладает карликовая средиземноморская пальма хамеропс приземистый (Chamaerops humilis). В 1986 году на Исла-Майор были интродуцированы особи гривистого барана. Также остров служит местом обитания и гнездования морских птиц.
Доступ на остров ограничен, для посещения его и соседних островов необходимо получить разрешение. Водное пространство и острова около Исла-Майора входят в охраняемую территорию Espacios abiertos e islas del Mar Menor.